# Mali klinkač
Mali klinkač (znanstveno ime Clanga pomarina) je ujeda iz družine kraguljev, ki gnezdi v Vzhodni Evropi in Jugozahodni Aziji.

## Opis
Mali klinkač zraste približno tako velik, kot kanja (v dolžino 61–66 cm, razpon peruti okoli 150 cm). Je le nekoliko manjši od velikega klinkača, od katerega se loči še po svetlejši barvi perja, ki je pri mladih pticah čokoladno rjave barve, na perutih pa ima svetlejše pege. V letu ga ne moremo zamenjati z velikim klinkačem, saj ima po vsej dolžini enako široke perutnice, perje na konicah pa drži razprto. Tudi mali klinkač ima za orla majhno glavo.
Oglaša se drugače kot veliki klinkač in sicer kitično »jib-jib-jib jibjibjibjib jib-jib-jib«.

## Razširjenost
Živi v podobnem okolju kot veliki klinkač, v močvirnih gozdovih, ki se izmenjujejo z vlažnimi travniki. Gnezdi samo v Vzhodni Evropi, prezimuje pa v Vzhodni Afriki
Hrani se predvsem z manjšimi glodavci, redkeje pa še z manjšimi pticami in plazilci ter dvoživkami.
Gnezdi enkrat letno, aprila in maja v gnezdih na drevesih, samica pa izleže od 1 do 3 jajca.